# Xã Lake, Quận Logan, Ohio
Xã Lake (tiếng Anh: Lake Township) là một xã thuộc quận Logan, tiểu bang Ohio, Hoa Kỳ. Năm 2010, dân số của xã này là 12.534 người.